# Corbins
Corbins là một đô thị trong tỉnh Lleida, cộng đồng tự trị Cataluña Tây Ban Nha. Đô thị Corbins có diện tích là 21,27 ki-lô-mét vuông, dân số năm 2009 là 1380 người với mật độ 64,88 người/km². Đô thị Corbins có cự ly km so với tỉnh lỵ Lleida.